# M/S Ocean Seeker
M/S Ocean Seeker är ett svenskt privat forskningsfartyg. Det levererades 2023 från Oy Kewatec Aluboat Ab i Karleby i Finland till det svenska företaget Midocean AB för marina studier av forskningsstiftelsen Voice of the Ocean. Den är 23 meter lång och 6,4 meter bred. 
M/S Ocean Seeker är i första hand avsedd för studier av Voice of the Ocean i Östersjön med Visby som hemmahamn. Den är försedd med laboratorium och har bäddplatser för sex personer. 
Ett systerfartyg, Ocean Nomad, beställdes samtidigt från Kewatec Aluboat.